# UU Aurigae
UU Aurigae (UU Aur / HD 46687 / HR 2405) es una estrella variable en la constelación de Auriga. Se encuentra a una distancia aproximada de 1350 años luz del sistema solar.
UU Aurigae es una estrella de carbono de tipo espectral CV4 con una temperatura superficial de 2760 K.
En las estrellas de carbono, al contrario que en la mayor parte de las estrellas incluyendo al Sol, la abundancia de carbono es mayor que la de oxígeno; así, la relación carbono-oxígeno en UU Aurigae es de 1,063.
Además, experimentan una importante pérdida de masa estelar; UU Aurigae lo hace a razón de 7,6 × 10-7 masas solares por año.
Su luminosidad bolométrica —en la totalidad de longitudes de onda— una vez considerado el oscurecimiento de limbo es 16.000 veces mayor que la luminosidad solar.
La medida de su diámetro angular mediante interferometría —12,10 ± 0,42 milisegundos de arco— permite estimar su diámetro real, unas 540 veces más grande que el solar; dicho valor, al depender de la distancia y dada la incertidumbre en la misma, es sólo aproximado.
Catalogada como variable semirregular SRB, el brillo de UU Aurigae varía entre magnitud aparente +4,90 y +7,00 en un período de 441 días.